# John Carpenter (játékvezető)
John Carpenter (Dublin, 1936. augusztus 22. – 2021. május 30.) ír nemzetközi labdarúgó-játékvezető.

## Pályafutása

### Nemzeti kupamérkőzések
Vezetett kupa-döntők száma: 1.

#### Ír Kupa
Az Ír Labdarúgó-szövetség JB felkérésére, szakmai munkájának elismeréseként 1978-ban lehetőséget kapott a kupadöntő vezetésére.
| Időpont | Mérkőzés típusa | Mérkőzés                     | Eredmény |
| ------- | --------------- | ---------------------------- | -------- |
| 1978.   | döntő           | Shamrock Rovers–Sligo Rovers | 1 : 0    |

### Nemzetközi játékvezetés
Az Ír labdarúgó-szövetség (FAI) Játékvezető Bizottsága (JB) 1970-ben terjesztette fel nemzetközi játékvezetőnek, a Nemzetközi Labdarúgó-szövetség (FIFA) bíróinak keretébe. Több nemzetek közötti válogatott- és klubmérkőzést vezetett. Az ír nemzetközi játékvezetők rangsorában, a világbajnokság-Európa-bajnokság sorrendjében az 1. helyet foglalja el 7 találkozó szolgálatával. Az aktív nemzetközi játékvezetéstől 1983-ban búcsúzott. Európa-kupa mérkőzéseinek száma: 37, ezzel az európai ranglistán az 51. helyet foglalja el.

#### Világbajnokság
Kettő világbajnokság döntőbejutásának útján Argentínában a XI., az 1978-as labdarúgó-világbajnokságra, illetve Spanyolországban a XII., az 1982-es labdarúgó-világbajnokságra a FIFA JB bíróként foglalkoztatta.
| Időpont              | Helyszín                           | Mérkőzés típusa           | Mérkőzés        | Eredmény | Nézők száma |
| -------------------- | ---------------------------------- | ------------------------- | --------------- | -------- | ----------- |
| 1976. szeptember 5.  | Laugardalsvöllur, Reykjavik        | előselejtező (4. csoport) | Izland–Belgium  | 0 : 1    | 9 650       |
| 1977. szeptember 25. | Központi Stadion, Tunisz           | zónaselejtező/CAF         | Tunézia–Nigéria | 0 : 0    |             |
| 1981. május 24.      | Keskusurheilukenttä Stadion, Lahti | előselejtező (1. csoport) | Finnország–NSZK | 0 : 4    | 10 030      |

#### Európa-bajnokság
Megbízható szakmai felkészültsége alapján négy európai tornára vezető úton Belgiumba a IV., az 1972-es labdarúgó-Európa-bajnokságra, Jugoszláviába az V., az 1976-os labdarúgó-Európa-bajnokságra, Olaszországba a VI., az 1980-as labdarúgó-Európa-bajnokságra, illetve Franciaországba a VII., az 1984-es labdarúgó-Európa-bajnokságra az UEFA JB játékvezetőként vette számításba.
| Időpont              | Helyszín                         | Mérkőzés típusa           | Mérkőzés                | Eredmény | Nézők száma |
| -------------------- | -------------------------------- | ------------------------- | ----------------------- | -------- | ----------- |
| 1970. november 25.   | Klokke Stadion, Brugge           | előselejtező (5. csoport) | Belgium–Dánia           | 2 : 0    | 9 697       |
| 1974. szeptember 25. | Idrætsparken Stadion, Koppenhága | előselejtező (4. csoport) | Dánia–Spanyolország     | 1 : 2    | 27 300      |
| 1978. szeptember 20. | Razdan Stadion, Jereván          | előselejtező (6. csoport) | Szovjetunió–Görögország | 2 : 0    | 50 000      |
| 1983. március 30.    | Központi Stadion, Lipcse         | előselejtező (1. csoport) | NDK–Belgium             | 1 : 2    | 75 000      |

##### Nemzetközi kupamérkőzések
Vezetett Kupa-döntők száma: 1.

###### UEFA-kupa
Az első UEFA-kupa 1971-ben indult útjára, felváltva a Vásárvárosok kupája sorozatot. Az UEFA JB szakmai munkájának elismeréseként felkérte az első döntő mérkőzés vezetésére.
| Időpont        | Helyszín                 | Mérkőzés típusa | Mérkőzés                  | Eredmény | Nézők száma |
| -------------- | ------------------------ | --------------- | ------------------------- | -------- | ----------- |
| 1982. május 5. | Ullevi Stadion, Göteborg | első döntő      | IFK Göteborg–Hamburger SV | 1 : 0    | 42 548      |

## Sportvezetőként
Az Ír Labdarúgó-szövetség JB elnökeként tevékenykedett.